# William Samuel Saric
William Samuel Saric (Chicago, 28 de setembro de 1940) é um engenheiro mecânico estadunidense. Especialista em hidrodinâmica e aerodinâmica.
Saric estudou no Instituto de Tecnologia de Illinois, onde obteve o doutorado em mecânica em 1968. Em 1975 foi professor associado e em 1979 professor do Instituto Politécnico e Universidade Estadual da Virgínia, e em 1984 professor de Engenharia Mecânica e Tecnologia Aeronáutica da Universidade do Estado do Arizona. Em 2005 tornou-se professor da Texas A&M University.
Em 1993 recebeu a Medalha G. I. Taylor.